# Valsmunterij

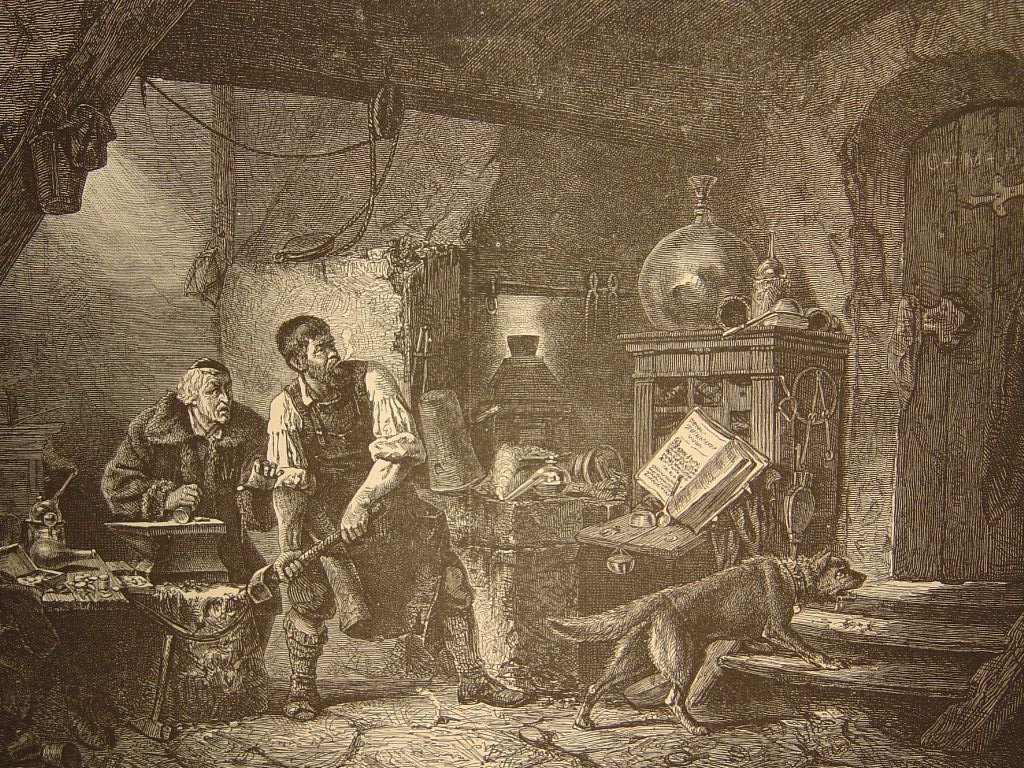
Valsmunters aan het werk, gravure uit 1872

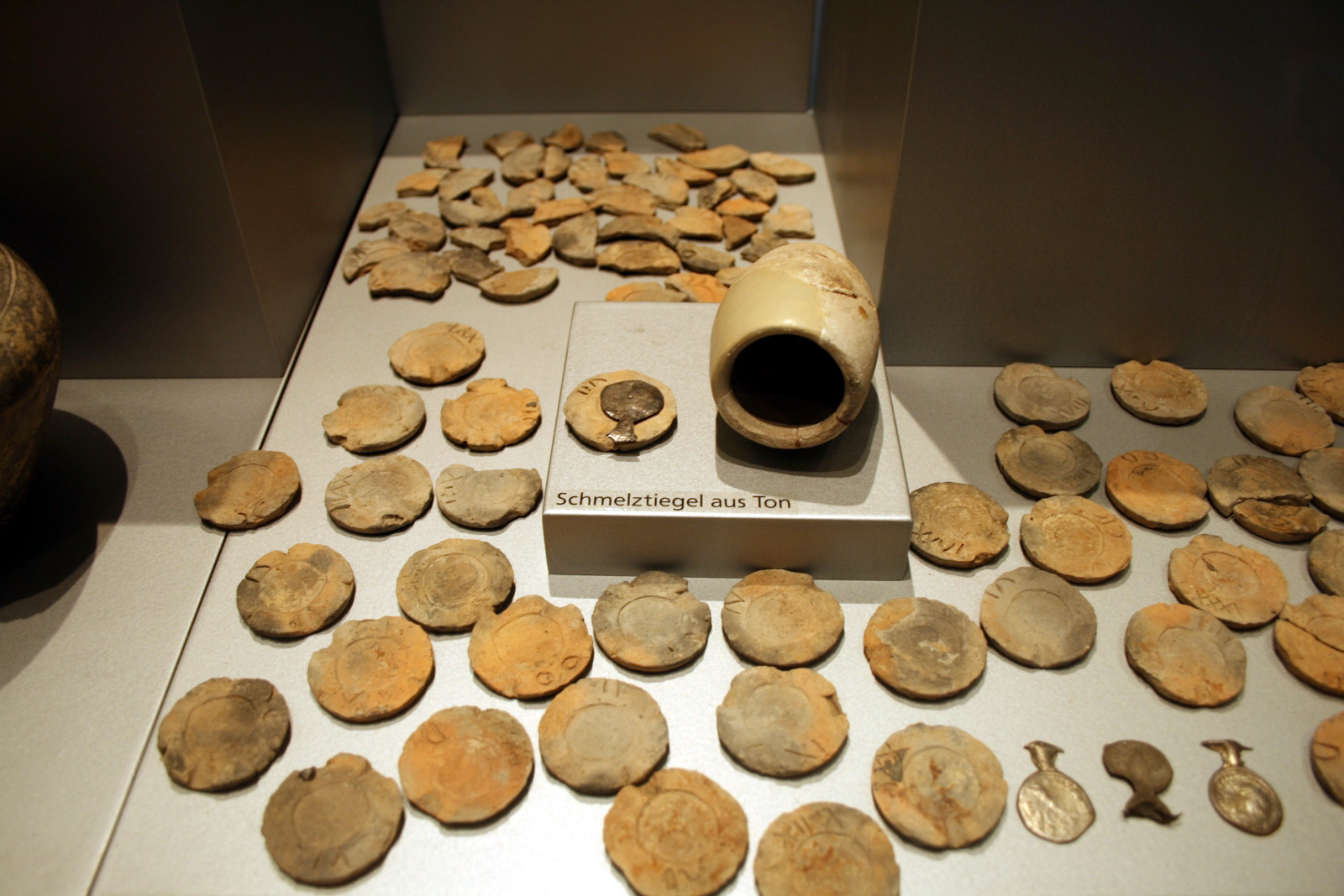
Smeltkroes en Romeinse valse munten uit Germania Superior

Valsmunterij of valsemunterij is een misdaad waarbij men zelf munten, muntbiljetten en bankbiljetten van een andere uitgever namaakt.
Het is in principe geen valsmunterij om zelf munten en waardepapieren te maken, mits die documenten niet gelijken op de uitgaven van een andere uitgever. Als zodanig gelden de consumptiemunten, die vaak bij evenementen verkrijgbaar zijn, speelgeld en cryptogeld. Het is denkbaar dat een plaatselijke bank zelf bankbiljetten, volgens eigen ontwerp, uitgeeft. In de meeste landen is ook dit verboden, omdat er dan verwarring ontstaat door de vele verschillende bankbiljetten die in omloop zijn. Het scheppen van giraal geld is een ander geval - iedere bank heeft die mogelijkheid.

## Geschiedenis
Mensen hebben altijd de behoefte gehad om zelf zo veel mogelijk geld te bezitten. Een mogelijkheid daartoe is zelf munten en bankbiljetten na te maken. Het gevolg hiervan is dat de tegenwaarde van het geld, ten opzichte van het in bezit zijnde goud van een staat, daalt, afhankelijk van de hoeveelheid valse munten of biljetten die in de roulatie worden gebracht.
In veel landen stond de doodstraf op valsmunterij, aangezien het recht om munten te slaan een regaal voorrecht was. De beeltenis van de monarch werd dus misbruikt, waardoor valsmunterij samenviel met majesteitsschennis. Valsemunters werden in de Nederlanden soms levend gekookt. Dit was een uitvloeisel van het spiegelstrafbeginsel waarbij de straf de misdaad weerspiegelde: de valsemunter werd gekookt, zoals zijn eigen minderwaardige muntspecie.

## Modern vals geld
Valsmunterij betreft in de moderne maatschappij meestal de vervalsing van bankbiljetten. Hiervoor zijn speciale persen en speciaal papier benodigd. Bovendien is een deel van het drukproces geheim. Toch komt het geregeld voor dat vervalste biljetten in omloop gebracht worden.
Uitgeven van vals geld is strafbaar als men weet dat het geld vals is. Wanneer men een vals bankbiljet probeert uit te geven en het wordt ontdekt zal doorgaans de politie worden ingeschakeld. Onderzoek naar de herkomst volgt en het geld wordt in beslag genomen. Men krijgt geen vergoeding voor het bij de bank of politie inleveren van vals geld, zelfs niet als men het geld te goeder trouw ontvangen heeft. Ondernemers kunnen zich tegen verliezen ten gevolge van ontvangen vals geld verzekeren; ze dienen dan wel alles te doen om te voorkomen dat ze valse biljetten accepteren. Het geld toch maar uitgeven om ervan af te komen is verleidelijk maar is een strafbaar feit en kan bij controle tot strafvervolging leiden.

## Nederland
In Nederland controleert De Nederlandsche Bank (DNB) de bankbiljetten op vervuiling en echtheid. In 2010 werden 39.600 valse eurobiljetten ontdekt (in 2009 nog 54.900). Deze biljetten hadden een opgedrukte waarde van 1,9 miljoen euro. Het 50 eurobiljet was het meest vervalst met 70%, op grote afstand gevolgd door het 20 eurobiljet (21%). Wereldwijd werden 752.000 valse eurobiljetten geregistreerd, dat was 13% minder dan in 2009.
Vals geld kan men herkennen aan echtheidskenmerken in de bankbiljetten. De bankbiljettenserie uit 2013 heeft per biljet negen echtheidskenmerken, namelijk: de papiersoort, voelbare inkt, het watermerk, de veiligheidsdraad, het hologram, het smaragdgroene cijfer, fluorescentie onder ultraviolet licht, infrarood licht en de microtekst in de biljetten.
De tabel hieronder toont een overzicht van aangetroffen valse eurobiljetten. De aantallen luiden in duizenden:
| Omschrijving          | 2005 | 2006 | 2007 | 2008 | 2009 | 2010 |
| --------------------- | ---- | ---- | ---- | ---- | ---- | ---- |
| Nederland             | 25   | 21   | 36   | 49   | 55   | 40   |
| Wereld                | 582  | 565  | 566  | 666  | 860  | 752  |
| Aandeel van Nederland | 4,3% | 3,7% | 6,4% | 7,4% | 6,4% | 5,3% |

Op een bankbiljet staat vaak enige tekst om het vervalsen te bemoeilijken. Vaak kiest men daarvoor de tekst uit het wetboek waarin staat dat vervalsing strafbaar is. Dit is een toepasselijke tekst en bovendien wordt de vervalser - mocht hij de wet niet kennen - geïnformeerd. 
Op een eurobiljet staat nauwelijks tekst, omdat men dan een taal zou moeten kiezen.
| Wetboek                | Artikel | Tekst |
| ---------------------- | ------- | --- |
| Wetboek van Strafrecht | 209     | Hij die opzettelijk als echte en onvervalste muntspeciën of munt- of bankbiljetten uitgeeft muntspeciën of munt- of bankbiljetten die hij zelf heeft nagemaakt of vervalst of waarvan de valsheid of vervalsing hem, toen hij ze ontving, bekend was, of deze, met het oogmerk om ze als echt en onvervalst uit te geven of te doen uitgeven, ontvangt, zich verschaft, in voorraad heeft, vervoert, invoert, doorvoert of uitvoert, wordt gestraft met gevangenisstraf van ten hoogste negen jaren of geldboete van de vijfde categorie. |
| Strafrecht BES         | 215     | Hij die opzettelijk als echte en onvervalschte muntspeciën of munt- of bankbiljetten uitgeeft muntspeciën of munt- of bankbiljetten, die hij zelf heeft nagemaakt of vervalscht of waarvan de valschheid of vervalsching hem, toen hij ze ontving, bekend was, of deze, met het oogmerk om ze als echt en onvervalscht uit te geven of te doen uitgeven, ontvangt, zich verschaft, in voorraad heeft, vervoert, invoert, doorvoert of uitvoert, wordt gestraft met gevangenisstraf van ten hoogste negen jaren.                           |